# Reformierte Kirche Lavin

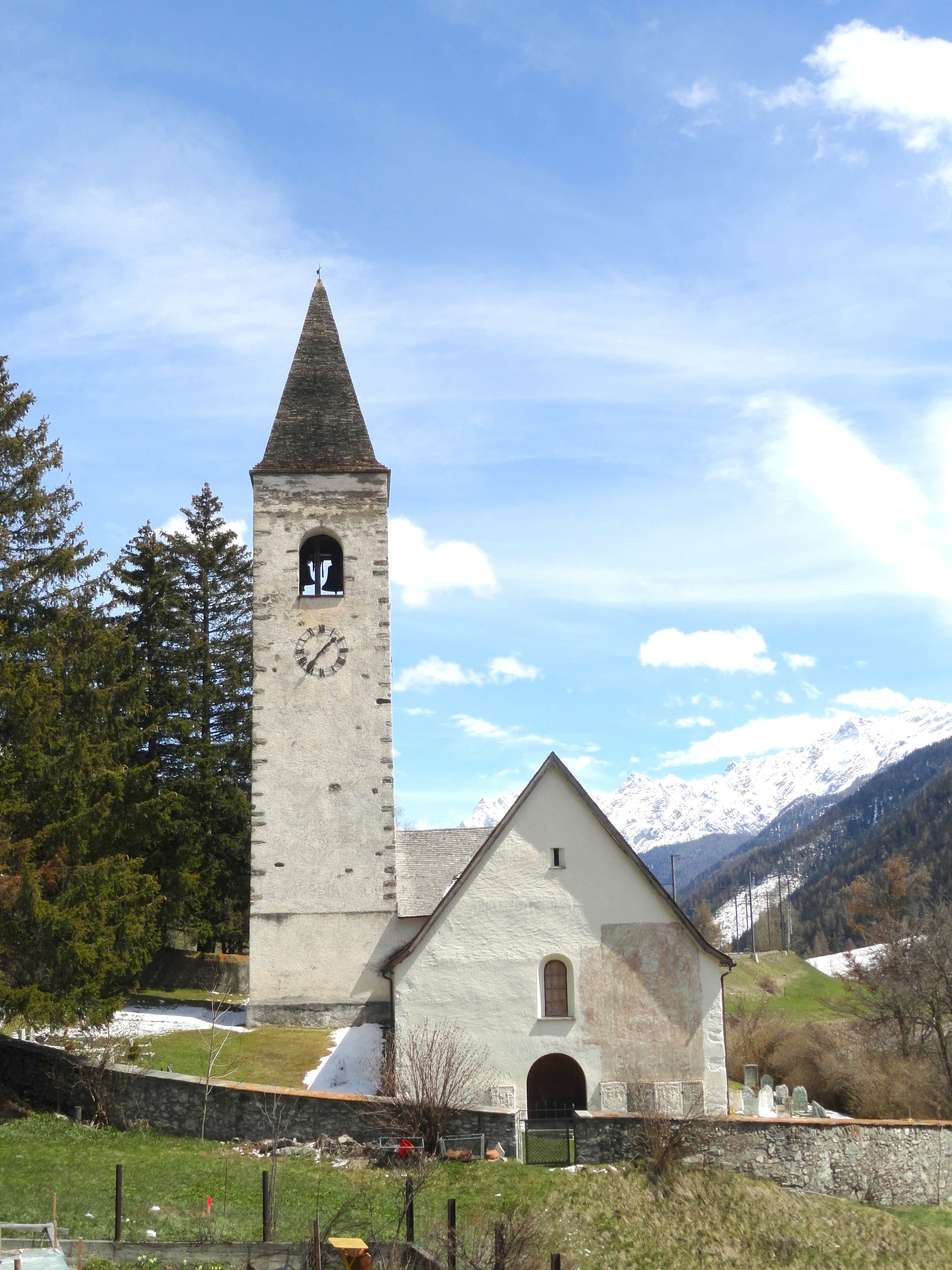
Ansicht von Westen

Die reformierte Kirche in Lavin im Unterengadin im Kanton Graubünden ist ein evangelisch-reformiertes Gotteshaus unter Denkmalschutz.

## Geschichte und Malereien

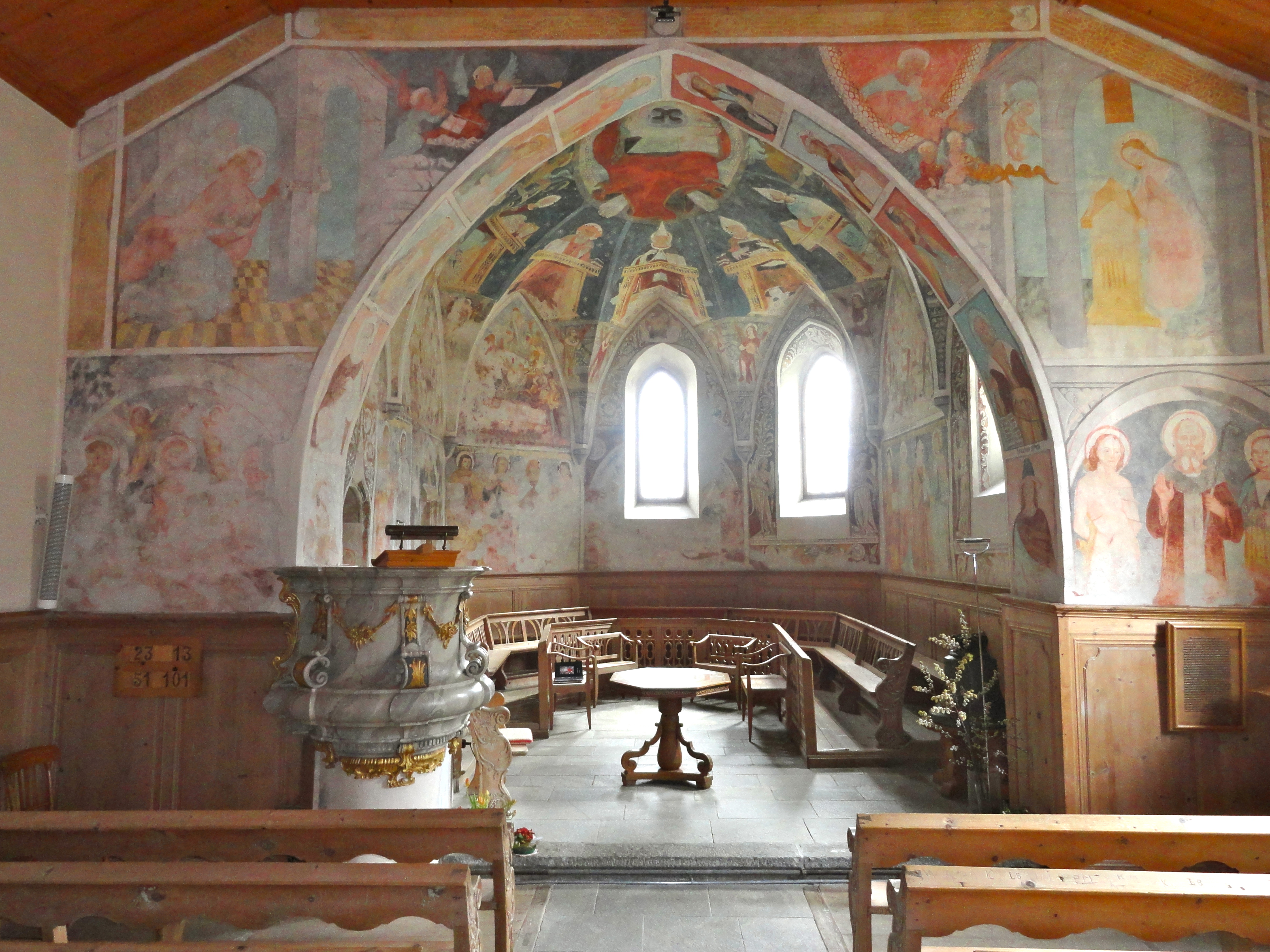
Innenraum

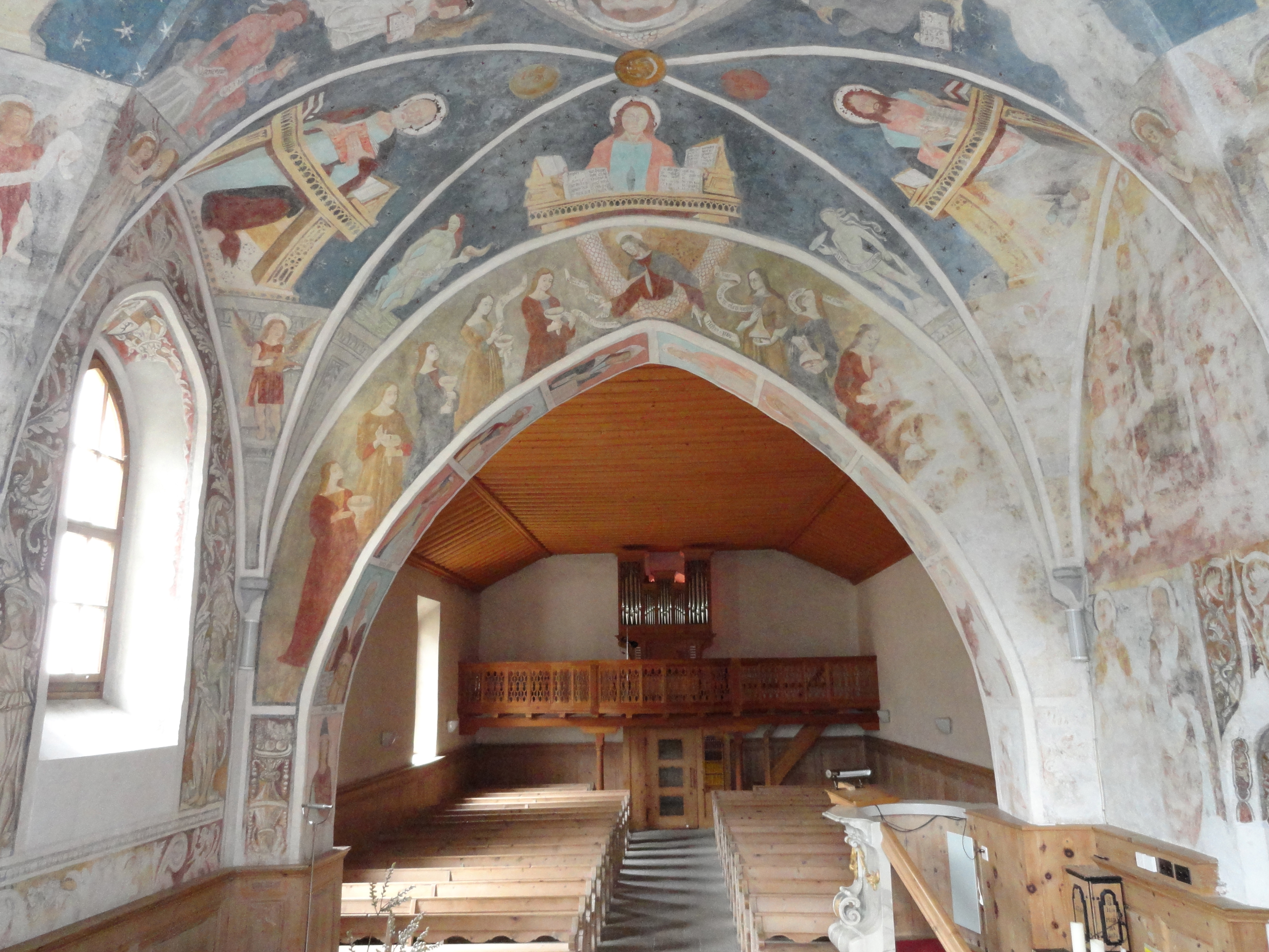
Blick aus dem Chor zur Empore

Der spätgotische Kirchbau geht in die vorreformatorische Zeit auf das Jahr 1480 zurück. Der Chronist Ulrich Campell schreibt, dass eine erste Kirche bereits 1325, nach der Trennung Lavins von der Pfarrei Ardez gebaut wurde. Das gemauerte Plattendach auf dem Glockenturm stammt aus dem Jahr 1935.
Die Malereien im Chor entstanden um 1500. Bilder in ähnlichem Stil finden sich in der Kirche Sta. Maria in Pontresina und in San Gian in Celerina. Sie wurden 1955/56 wieder aufgedeckt und unter der Leitung von Franz Xaver Sauter konserviert, nachdem sie in der Reformationszeit wegen des Bilderverbots abgedeckt worden waren. Die Holzdecke im Kirchenschiff in Form eines Trapezes wurde 1956 eingebaut.
An der Chorbogenwand ist die Verkündigung an Maria dargestellt und Gottvater sendet den mit einem Kreuz bezeichneten Jesusknaben hinab; darunter mehrere zum Teil nicht bestimmte Heilige. In der Leibung des Chorbogens sind zehn Propheten abgebildet, an seiner Innenwand und an den Chorwänden unter anderem das Gleichnis der zehn Jungfrauen und das Martyrium des heiligen Georg.
In den Spitzen der Fensterleibungen an der Südseite finden sich die Wappen der Bischöfe Ortlieb von Brandis (reg. 1458–1491) und Heinrich V. von Höwen (reg. 1491–1505). Unter Ortlieb erfolgte der Umbau der Kirche, unter Heinrich wohl die Bemalung.
Der Chorhimmel wird bestimmt von einer übergrossen Darstellung Christi als Weltenherrscher, dessen Kopf als Dreifaltigkeitssymbol abgebildet ist. Es ist noch zu erkennen, dass ursprünglich eine kleinere Figur mit einfachem Kopf vorgesehen war. Zu beiden Seiten des mandelförmigen Strahlenkranzes, aus dem die übergrossen nackten Füsse ragen, finden sich die Symbole der vier Evangelisten, die in den Gewölbekappen neben den vier Kirchenvätern an ihren Schreibpulten abgebildet sind.
Für einen Kirchenraum ungewöhnlich ist die Darstellung der vier Elemente neben den singenden Engeln: eine Flamme für das Feuer, ein Delfin für das Wasser, ein blasenförmiger Hauch für die Luft und die Weltkugel für die Erde. Die ganze Komposition wird beherrscht von der Vier: vier Elemente, vier Evangelisten, ihre vier Symbole, vier Kirchenväter – und in der Mitte der dreieinige Gott.

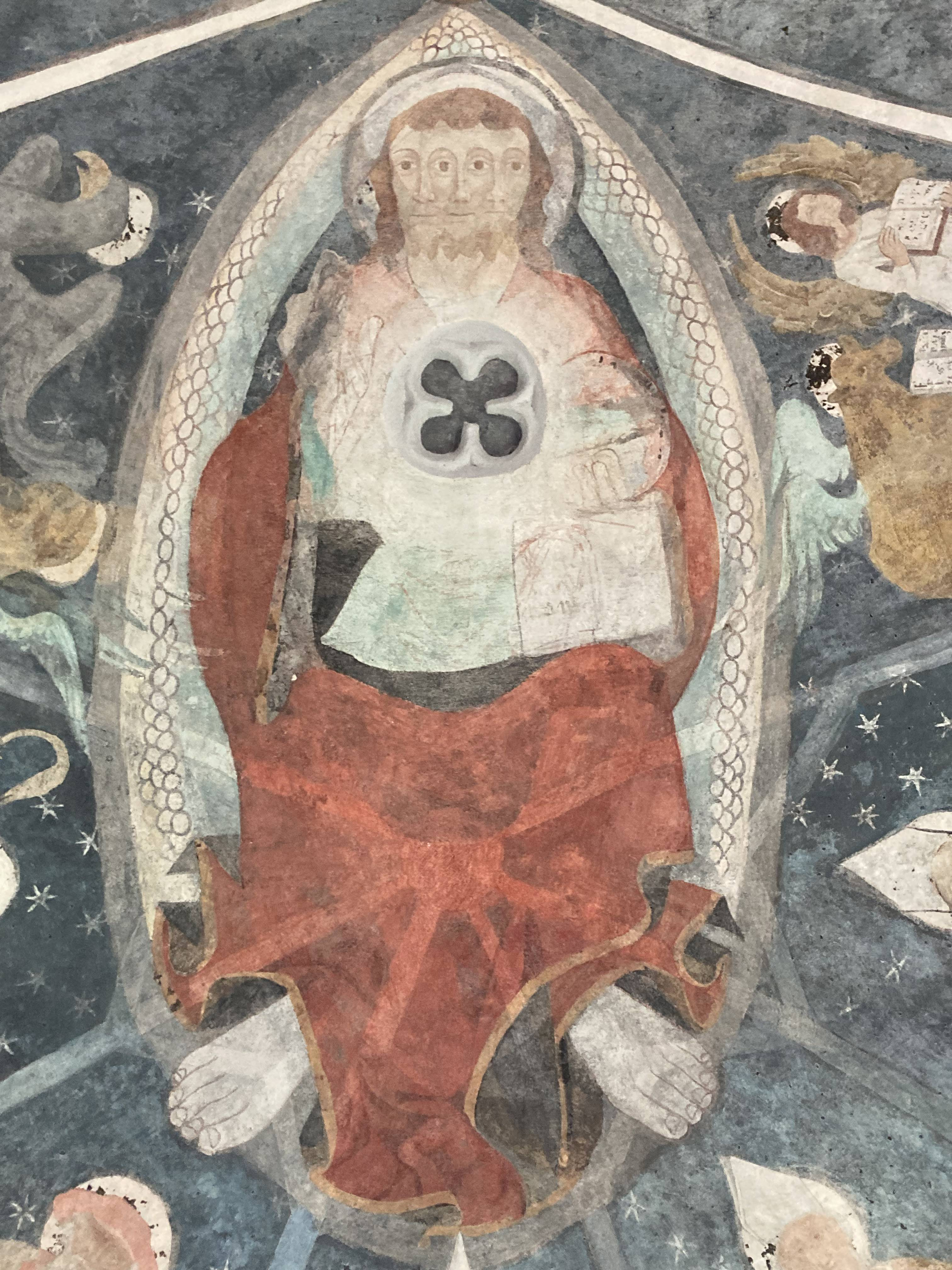
Der trinitarisch «dreiköpfige» Jesus an der Decke des Chores
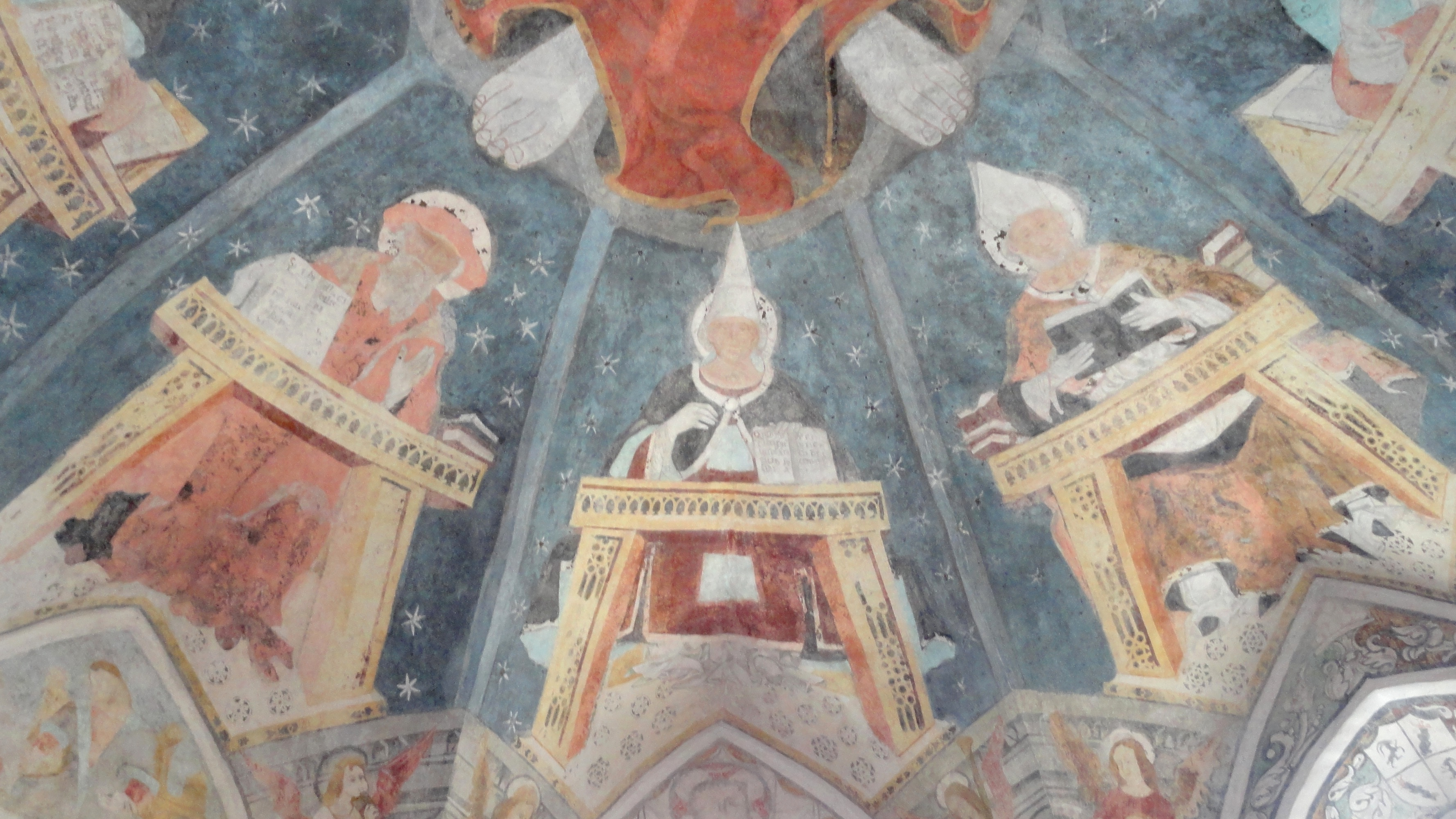
Kirchenväter
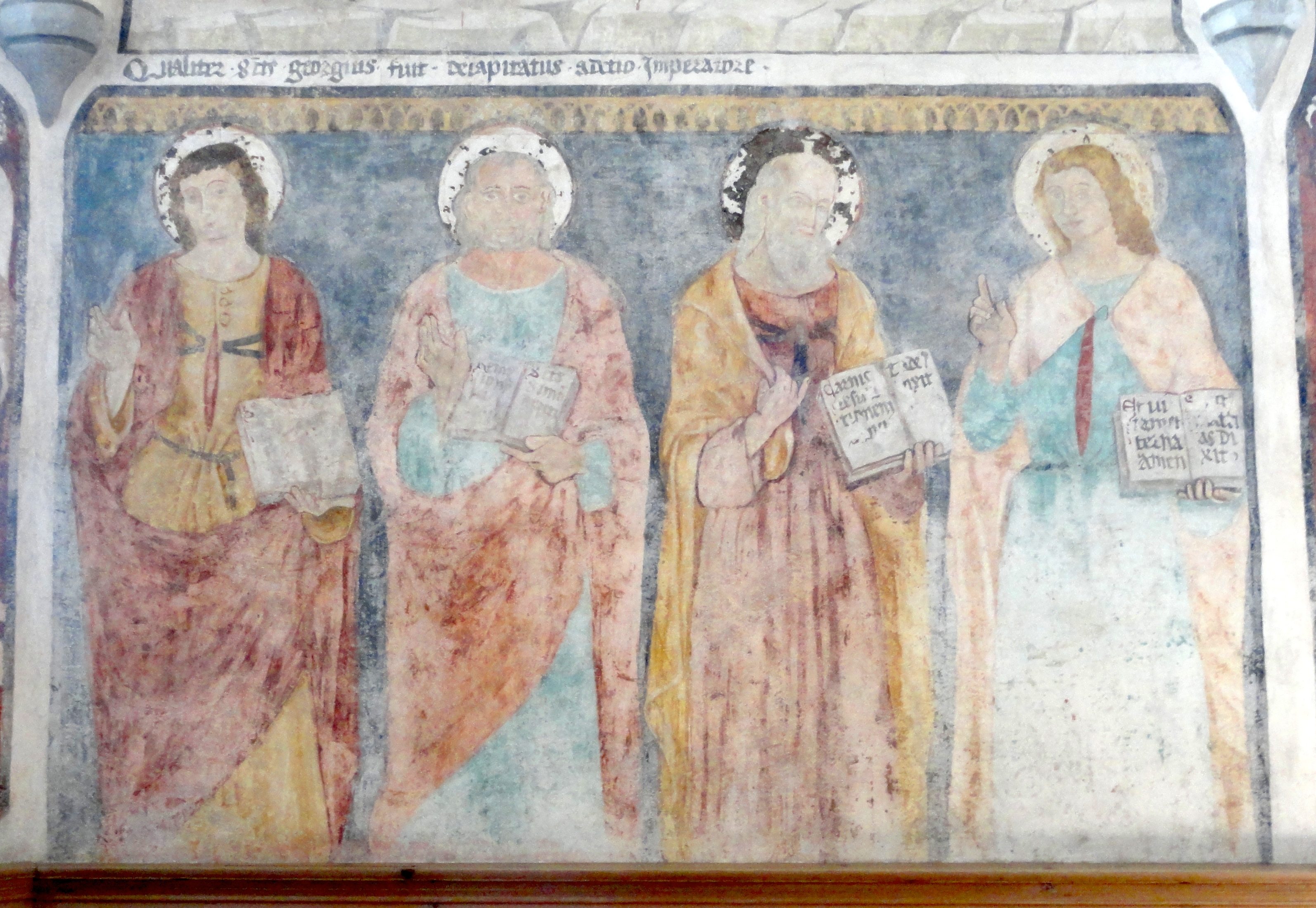
Evangelisten
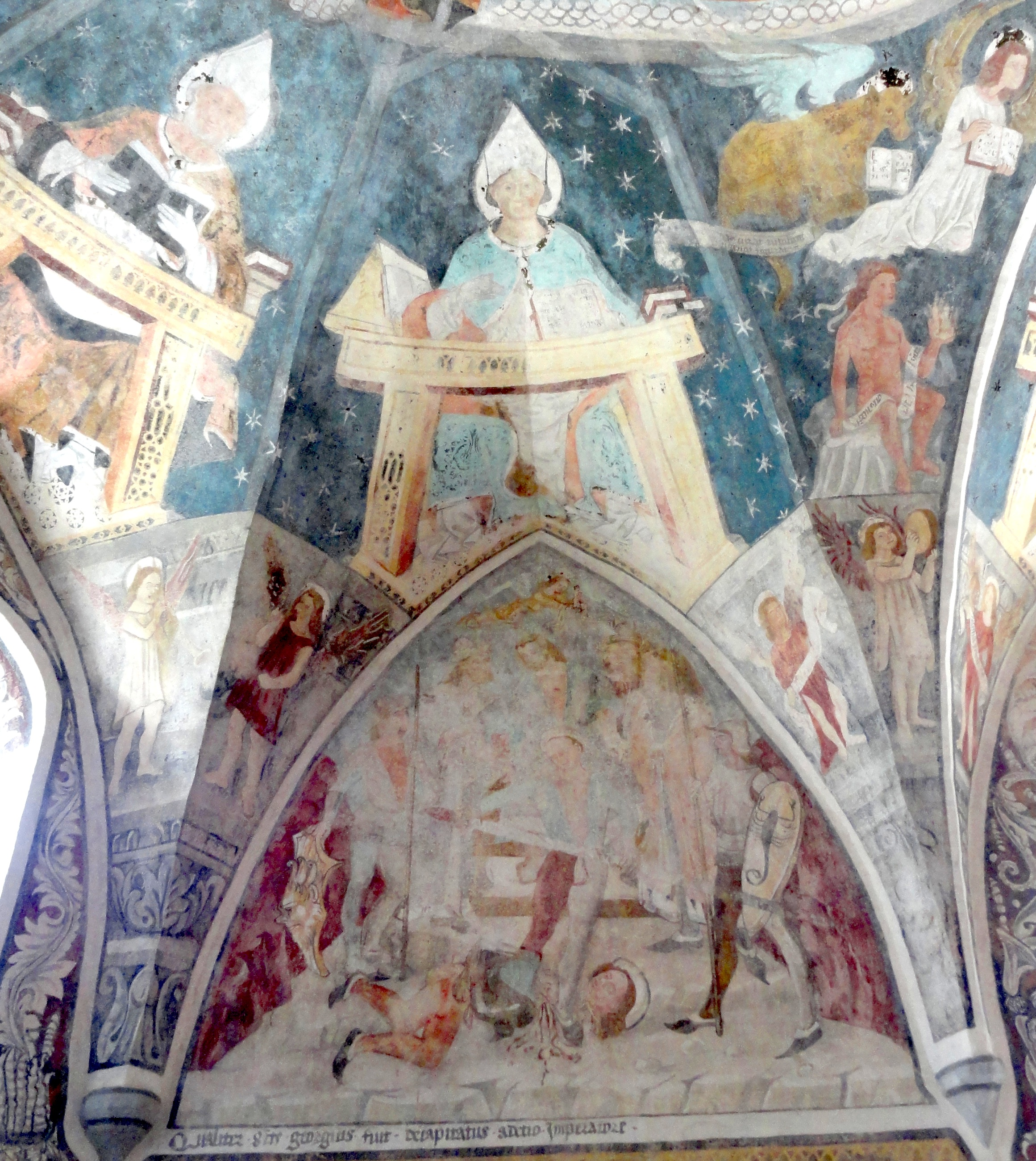
Enthauptung des St. Georg
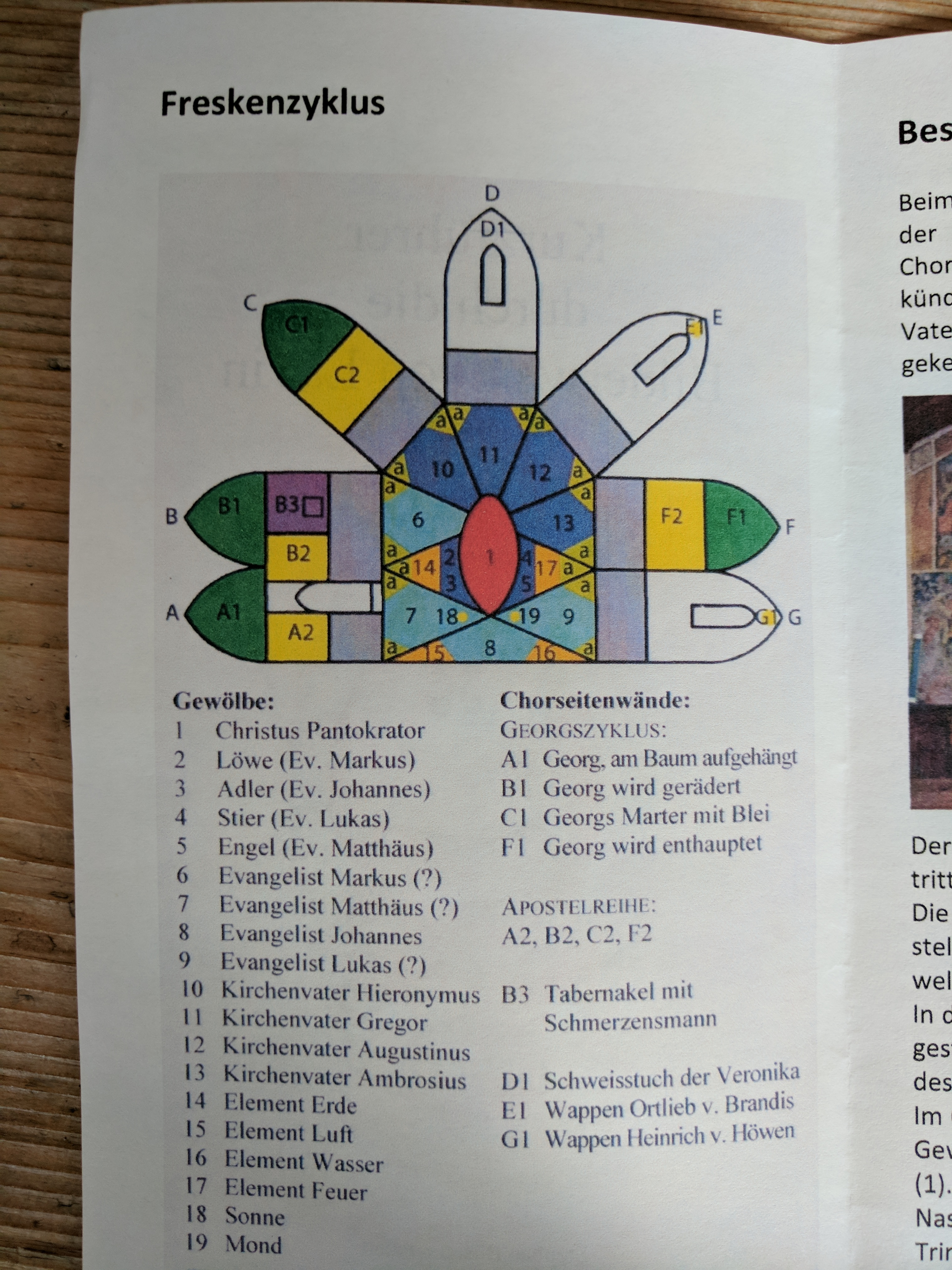
Beschreibung der Fresken

## Übrige Ausstattung
Die bauchförmige Kanzel stammt aus dem Ende des 18. Jahrhunderts. Der reich mit Intarsien belegte hölzerne Abendmahlstisch am Ort des sonst im reformierten Teil Graubündens üblichen Taufsteins stammt aus dem Jahr 1667. Empore und Orgel sind jüngeren Datums und wurden 1979 eingebaut.

## Kirchliche Organisation
Innerhalb der evangelisch-reformierten Landeskirche Graubünden gehört Lavin zusammen mit dem Dorf Guarda, mit dem es einige Jahre eine Pastorationsgemeinschaft bildete, zur Kirchgemeinde Zernez.

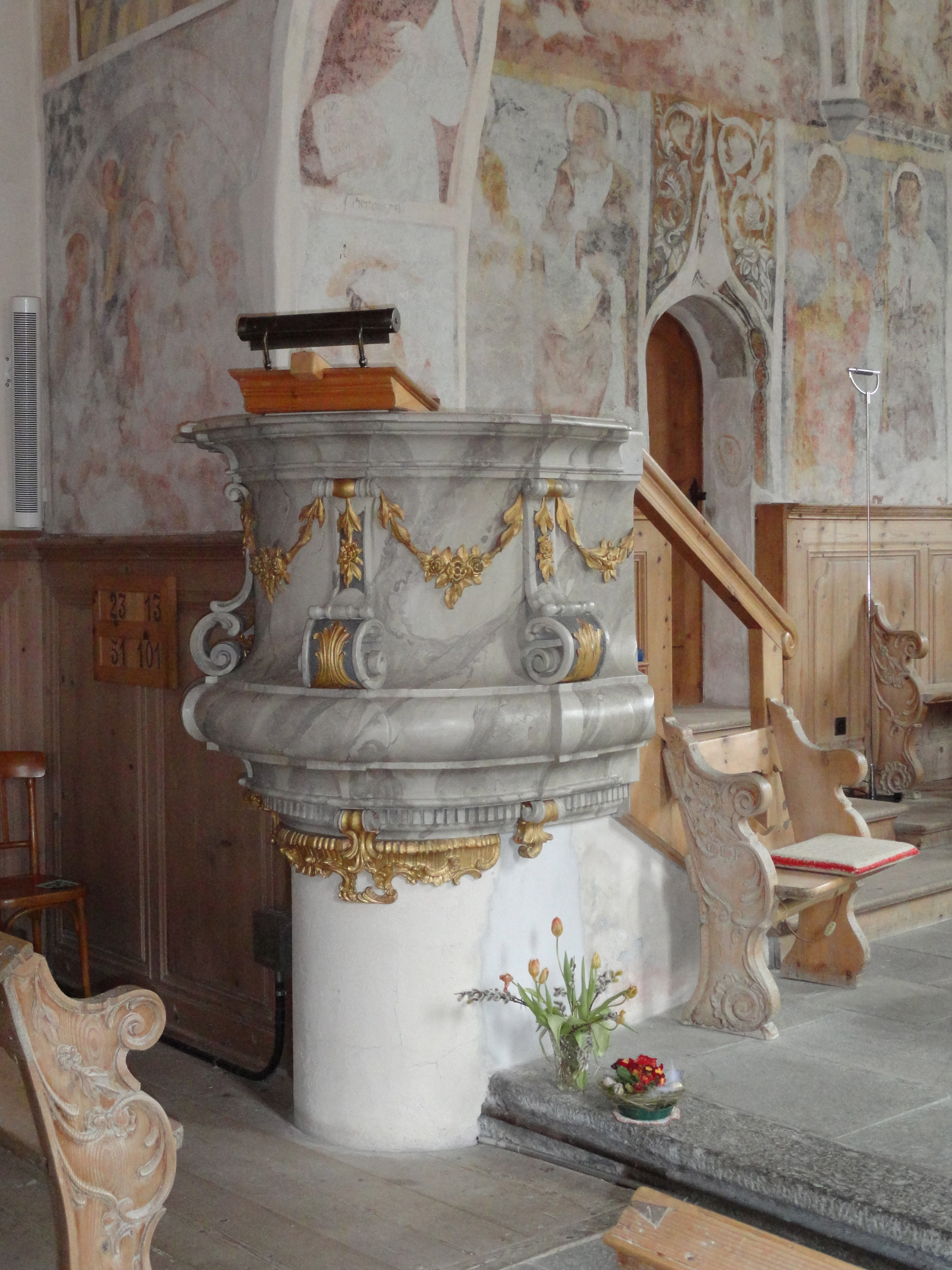
Kanzel
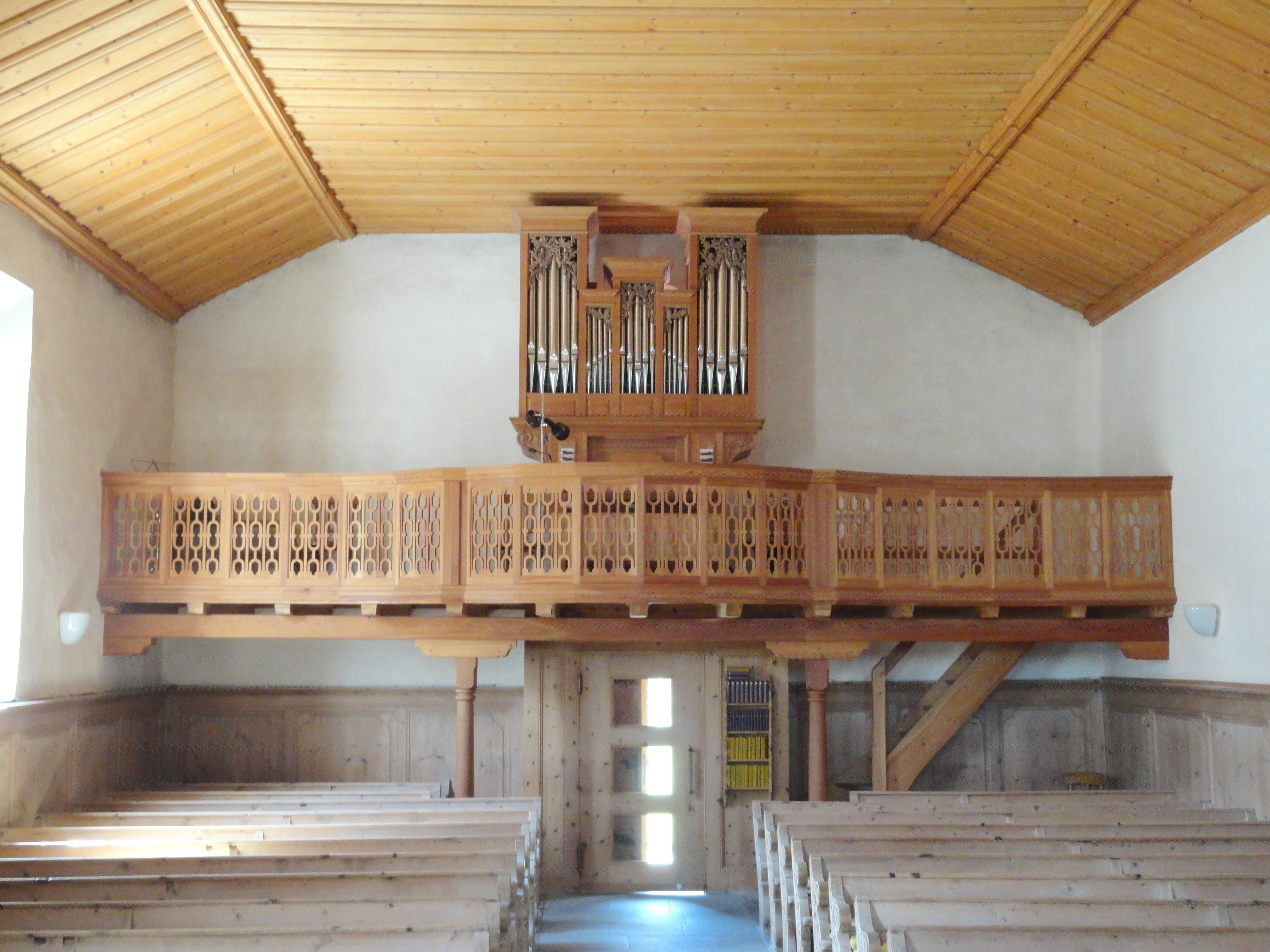
Orgel und Empore
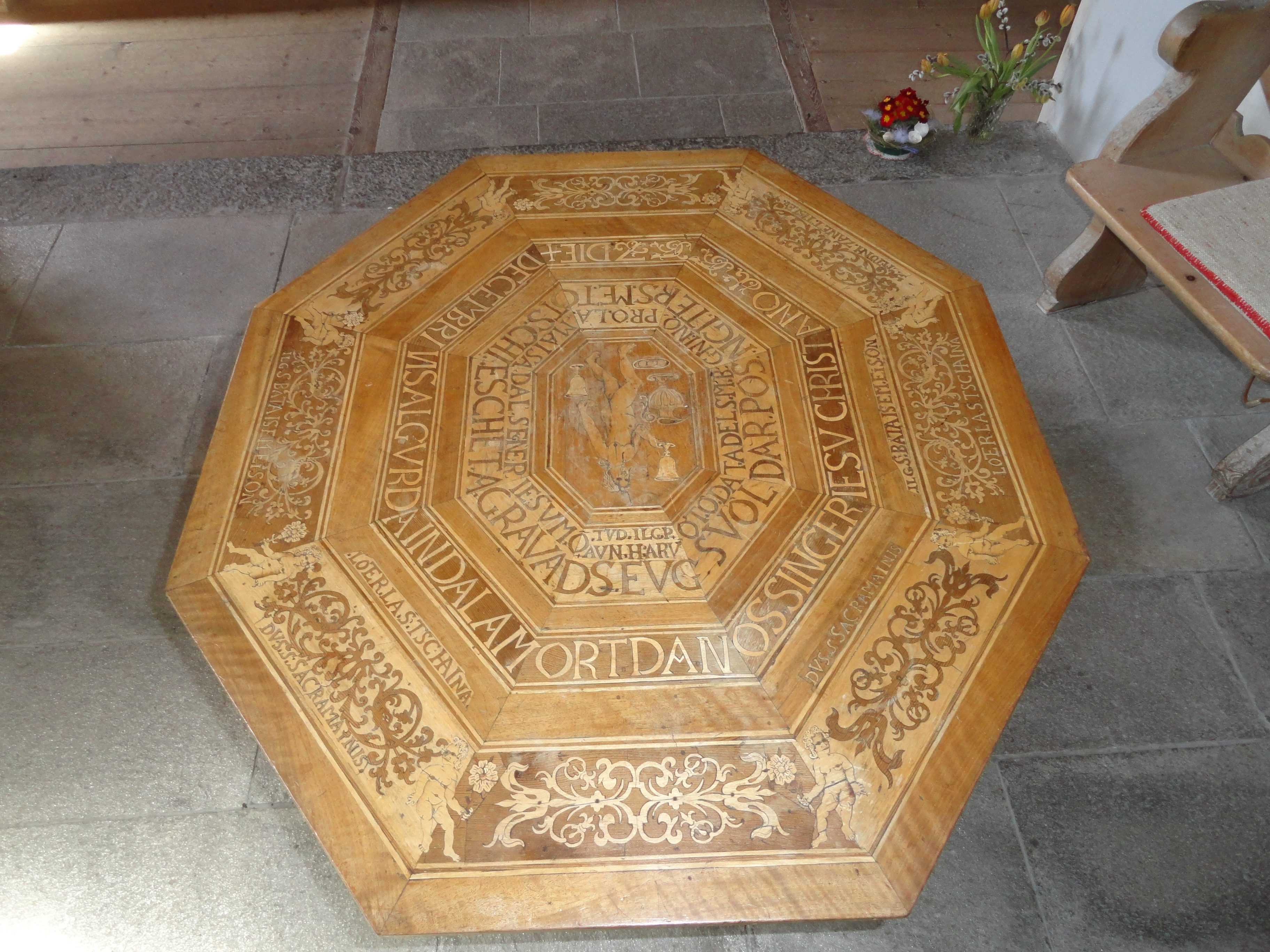
Reich verzierter Tauftisch
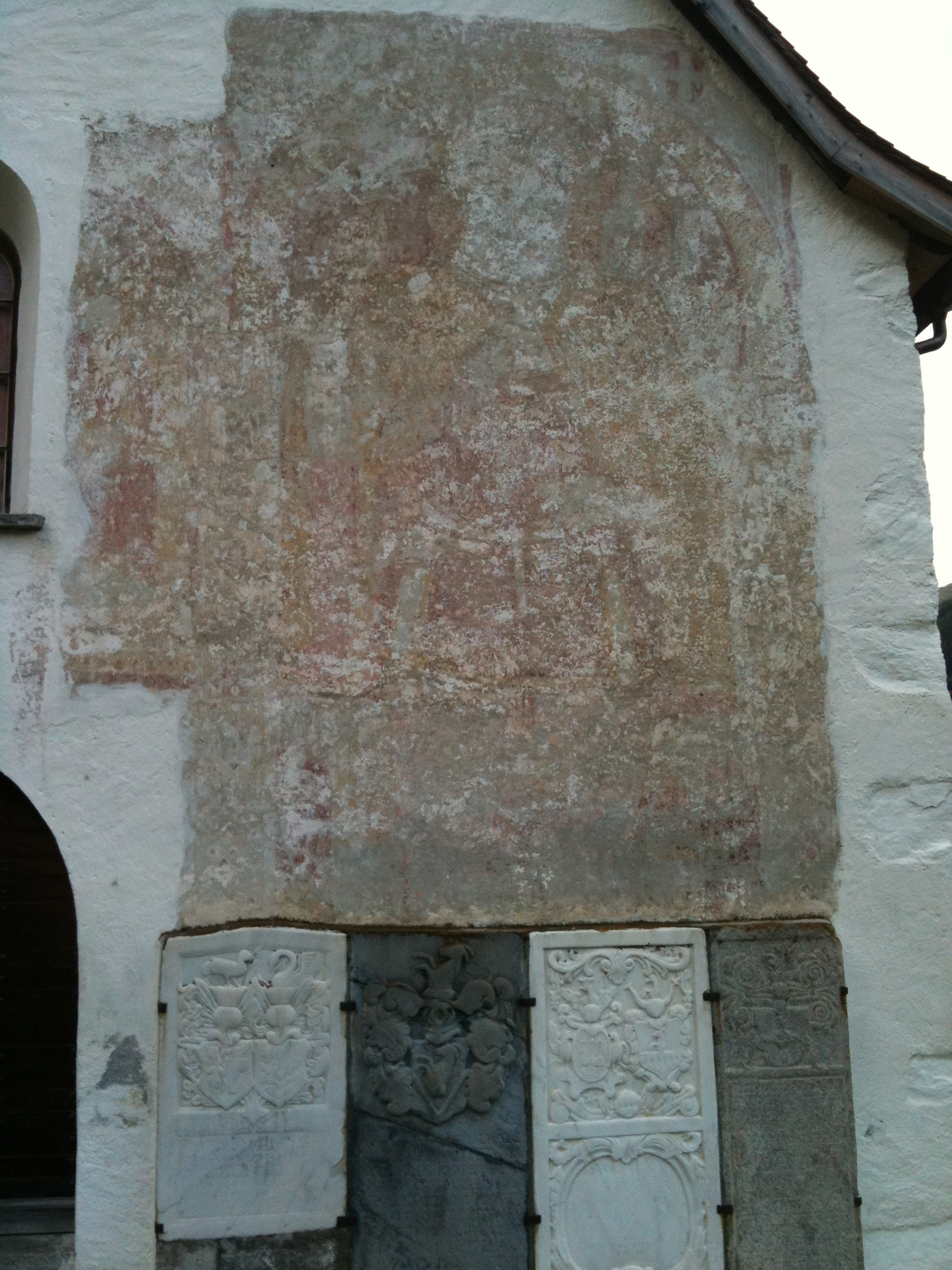
Epitaphe und darüber eine Freskenfläche im rechten Portalbereich vor der Kirche